# Laurence Lazier
Laurence Lazier (Chambéry, 19 luglio 1981) è un'ex sciatrice alpina francese.

## Biografia
Gigantista pura originaria di Modane e attiva in gare FIS dal gennaio del 1997, la Lazier esordì in Coppa Europa il 21 gennaio 1999 a Rogla e in Coppa del Mondo il 26 ottobre 2002 a Sölden, in entrambi i casi senza completare la prova. Il 6 marzo 2003 ottenne a Åre il miglior piazzamento in Coppa del Mondo (11ª) e nella successiva stagione 2003-2004 conquistò i suoi due podi in Coppa Europa, la vittoria del 27 febbraio a Sankt Sebastian e il 3º posto del 1º marzo a Lachtal. Prese per l'ultima volta il via in Coppa del Mondo l'8 gennaio 2005 a Santa Caterina Valfurva, senza completare la prova, e si ritirò durante la stagione 2007-2008; la sua ultima gara fu uno slalom gigante FIS disputato il 24 gennaio a Morzine/Bernex/Châtel e non completato dalla Lazier. In carriera non prese parte a rassegne olimpiche o iridate.

## Palmarès

### Coppa del Mondo
- Miglior piazzamento in classifica generale: 92ª nel 2003

### Coppa Europa
- Miglior piazzamento in classifica generale: 15ª nel 2004
- 2 podi:
  - 1 vittoria
  - 1 terzo posto

#### Coppa Europa - vittorie
| Data             | Località        | Paese   | Specialità |
| ---------------- | --------------- | ------- | ---------- |
| 27 febbraio 2004 | Sankt Sebastian | Austria | GS         |

Legenda:

GS = slalom gigante

### Campionati francesi
- 1 medaglia:
  - 1 bronzo (slalom gigante nel 2003)